# Юрибей (река, впадает в Гыданскую губу)
Юрибе́й — река в России, протекает на Гыданском полуострове, по территории Тазовского района Ямало-Ненецкого автономного округа. Длина реки — 479 км, площадь водосборного бассейна — 11 700 км². Впадает в Гыданскую губу Карского моря. Русло на некоторых участках очень извилисто, в бассейне находится множество озёр, в том числе такие крупные как Ярато, Парисенто и Вэнто. Питание преимущественно снеговое; с октября по июнь покрыта льдом.